# Volksschule Draschestraße

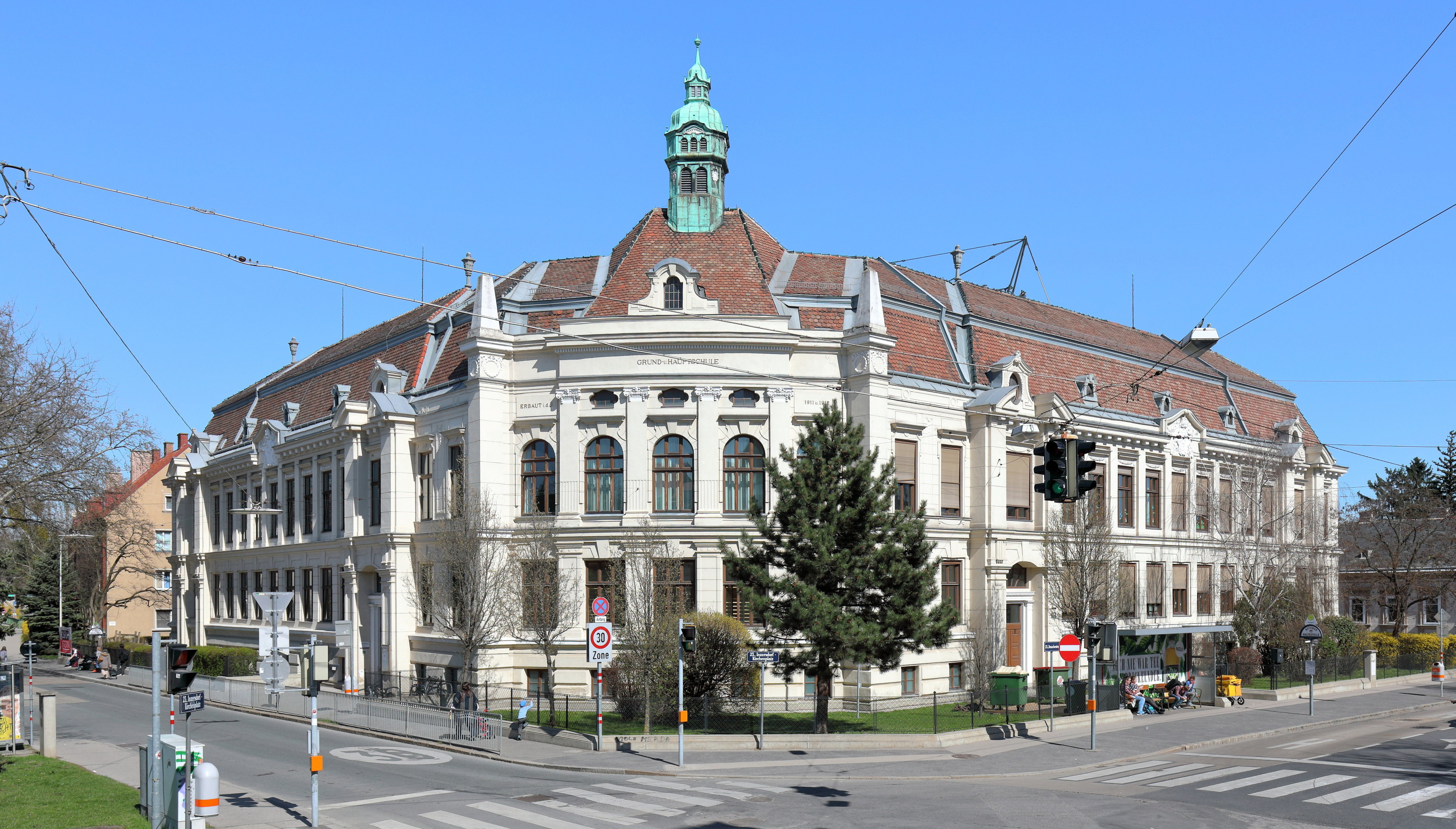
Volksschule Draschestraße in Inzersdorf

Die Volksschule Draschestraße steht in der Draschestraße Nr. 96 im Bezirksteil Inzersdorf im 23. Wiener Gemeindebezirk Liesing. Das Schulgebäude steht unter Denkmalschutz.

## Geschichte
Das Gebäude wurde 1911/1912 als Grund- und Hauptschule erbaut. Die Schule ist heute eine Volksschule, ehemalige Nutzungen für Hauptschule, Polytechnischer Lehrgang und Kindergarten wurden aufgelassen. Ein moderner Zubau mit einem zweiten Turnsaal und vier weiteren Klassen wurde 2017 eröffnet.

## Architektur
Der monumentale zweigeschoßige Eckbau in spätsecessionistisch-neoklassizistischen Formen mit einem dominierenden Mansarddach bildet in der Ecke eine quasi abgerundete Hauptfront zum Inzersdorfer Kirchenplatz. Die Eckhauptfront hat Eckpilaster mit Aufsätzen mit Obelisken, ein Dachreiter thront mittig auf dem Mansarddach. Die Fassade ist rhythmisch stark durchfenstert, die Fenster tragen Spreng- und Schweifgiebel mit Wappen und Festons.